# Les Bons Villers
Les Bons Villers é um município da Bélgica localizado no distrito de Charleroi, província de Hainaut, região da Valônia.